# Georgius Tzul
Jorge Tzul (en griego: Γεώργιος Τζούλης) fue un señor de la guerra jázaro contra quien el Imperio bizantino y Mstislav de Chernígov lanzaron una expedición conjunta en 1016.
Aparece solo en el relato de los historiadores de la corte bizantina Jorge Cedreno y Juan Escilitzes, quienes lo ubican en Kerch y lo llaman "gran kan" (el título de los emperadores jázaros). Cedreno afirma que fue capturado por la fuerza expedicionaria pero no relata su destino final. Existen inscripciones y otras referencias que se refieren a un clan Tzul o Tsal en Crimea durante este período; presumiblemente él era un miembro, aunque se desconoce la relación de esa familia con la dinastía gobernante original de Jazaria. No se sabe casi nada más sobre él, incluida la extensión de sus propiedades.
A pesar del hecho de que escritores anteriores sostuvieron que el gran kan jázaro estaba obligado a adherirse al judaísmo, Jorge es un nombre cristiano. Se desconoce si Jorge Tzul era cristiano, judío o chamanista con un nombre griego inusual, o si el nombre es simplemente un intento bizantino de transliterar un nombre turco o hebreo. 
Las campañas bizantinas ocurrieron aproximadamente durante este período contra los georgianos y el Imperio búlgaro, lo que sugiere un esfuerzo concertado para restablecer el dominio bizantino en la región del mar Negro.